# Município de Jackson (condado de Richland, Ohio)
O município de Jackson (em inglês: Jackson Township) é um município localizado no condado de Richland no estado estadounidense de Ohio. No ano de 2010 tinha uma população de 3.552 habitantes e uma densidade populacional de 56,14 pessoas por km².

## Geografia
O município de Jackson encontra-se localizado nas coordenadas 40° 51′ 05″ N, 82° 36′ 09″ O. Segundo a Departamento do Censo dos Estados Unidos, o município tem uma superfície total de 63.27 km², da qual 63 km² correspondem a terra firme e (0,43 %) 0,27 km² é água.

## Demografia
Segundo o censo de 2010, tinha 3.552 habitantes residindo no município de Jackson. A densidade populacional era de 56,14 hab./km². Dos 3.552 habitantes, o município de Jackson estava composto pelo 97,72 % brancos, o 0,96 % eram afroamericanos, o 0,03 % eram amerindios, o 0,59 % eram asiáticos, o 0,11 % eram de outras raças e o 0,59 % eram de uma mistura de raças. Do total da população o 0,79 % eram hispanos ou latinos de qualquer raça.